# 23406 Kozlov
23406 Kozlov là một tiểu hành tinh vành đai chính với chu kỳ quỹ đạo là 1324.4146759 ngày (3.63 năm).
Nó được phát hiện ngày 23 tháng 8 năm 1977.